# Alfonso Herrera
Alfonso Herrera Rodriguez (Cidade do México, 28 de agosto de 1983) é um ator e filantropo mexicano.
Herrera começou sua carreira interpretando o antagonista principal do filme mexicano Amar te Duele (2002) e no mesmo ano estreou na televisão como Juan David na telenovela juvenil mexicana Clase 406 (2002–03). Herrera só ganhou notoriedade ao protagonizar a telenovela mexicana Rebelde (2004–06), na qual surgiu o grupo musical RBD (2004–09). Com o grupo RBD, Alfonso vendeu mais de 15 milhões de álbuns, gravou cinco álbuns em espanhol, três em português e um em inglês, realizou 4 turnês mundiais e recebeu duas indicações ao Grammy Latino, consagrando-se como um dos grupos musicais de maior êxito da cultura pop mexicana contemporânea e da América Latina.
Após o fim das atividades do grupo RBD, Herrera estrelou a série mexicana Mujeres Asesinas (2009), a novela Camaleones (2009) e o filme venezuelano Venezzia (2009). Em 2011, protagonizou a série futebolística El Diez e a série policial El Equipo. Posteriormente, atuou no filme La Dictadura Perfecta, sendo o segundo filme de maior bilheteria no México naquele ano. Ele interpretou Hernando na série estadunidense Sense8 (2015–18) da Netflix. Protagonizou a série estadunidense The Exorcist (2016–17) como Padre Tomás Ortega. Entre 2018 e 2019, integrou o elenco da série estadunidense Queen of the South. Em 2020, protagonizou o filme mexicano El Baile de los 41, por esse trabalho, Herrera foi bastante elogiado pela crítica por sua atuação, recebendo o Prémio Ariel de melhor ator, considerado o Oscar mexicano. Em 2022, Alfonso ingressou na quarta e última temporada da série norte-americana Ozark.
Como uma figura pública, Herrera é citado como o homem mais sexy do México em 2005 e 2006 por vários meios de comunicação. É também conhecido por seu ativismo, sendo nomeado em 2018 embaixador da ONU por seu apoio a igualdade de gêneros e em 2020 como Embaixador da Boa Vontade da ACNUR também para a ONU.

## Biografia
Filho da bibliotecária Ruth Rodríguez e do dentista Alfonso Herrera, Poncho viveu a sua infância dividido entre Guadalajara com sua mãe e a Cidade do México com seu pai, onde passava as férias. Ele tem um irmão mais velho chamado Alejandro; e um mais novo chamado Oscar. Quando criança, época em que se mostrava muito aplicado na escola, não aspirava virar um ator profissional, pois o seu desejo era se tornar piloto de avião.
Em 2000, aos 17 anos, iniciou o processo para se matricular em uma escola de aviação em San Antonio, no Texas nos Estados Unidos, e inclusive havia sido aprovado quando mandou os seus documentos para as primeiras provas. Porém, naquela época, ele já dava os seus primeiros passos como um ator profissional e acabou sendo chamado para fazer alguns testes e sendo aprovado.

## Carreira

### 2002–2008:Clase 406,Rebeldee RBD

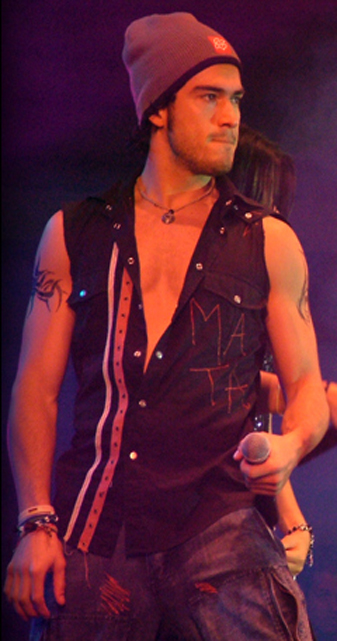
Alfonso durante um show do grupo RBD em 2005.

Alfonso começou a trabalhar profissionalmente no teatro em obras como Las Brujas de Salem, Cómo Matar a un Ruiseñor e Antígona. Em 2002 estreou no cinema no filme Amar te Duele, dirigido por Fernando Sariñana. Devido sua participação no longa-metragem, Herrera conheceu o produtor Pedro Damián, que lhe deu a oportunidade de interpretar o personagem Juan David na telenovela juvenil Clase 406 (2002–2003), sua estreia na televisão. Herrera participou da trilha sonora da terceira temporada da telenovela, no álbum Clase 406: El Siguiente Paso ...! (2003).
Em 2004, Herrera voltou a trabalhar com Damián, desta vez na telenovela Rebelde, ao interpretar Miguel Arango, um dos protagonistas principais da trama. A partir da telenovela, surgiu a banda RBD, composta por Herrera juntamente com os demais protagonistas da trama: Anahí, Dulce María, Maite Perroni, Christian Chávez e Christopher von Uckermann. Em novembro de 2004, a RBD lançou seu álbum de estreia intitulado Rebelde, o álbum recebeu disco de diamante e ouro no México por vender mais de meio milhão de cópias.
Em 2005, o grupo lançou os álbuns Tour Generación RBD En Vivo e Nuestro Amor, seguido pelos álbuns Live in Hollywood, Celestial e Rebels em 2006. Em 2007, o ator iniciou as gravações da série mexicana RBD: La Familia, na qual narra, de forma fictícia, a vida dos integrantes da banda RBD. No mesmo ano, o grupo lançou os álbuns Live in Rio, Hecho en España e Empezar Desde Cero, este último contou com a primeira canção solo de Herrera no grupo, intitulada "Si No Estás Aqui".
Em março de 2008, o ator voltou ao teatro na peça The Pillowman, interpretando Michal. Depois de lançar sete álbuns de estúdio, três ao vivo, sete de vídeo, receber duas indicações ao Grammy Latino como Melhor Álbum Vocal Pop em Dupla ou Grupo, diversos discos de platina, ouro e diamante e realizar turnês por toda a América Latina e Europa, em 15 de agosto de 2008, a RBD anunciou o fim do grupo, através de um comunicado publicado no site oficial da banda. Em setembro de 2008, protagonizou a minissérie Terminales como Leonardo Carral pelo canal por assinatura Unicable. Em novembro, o grupo inicia a última turnê, a Tour del Adiós, encerrando em 21 de dezembro de 2008 na cidade de Madrid, onde aconteceu o último show da carreira do grupo. Em 25 de dezembro de 2008, foi lançada nos cinemas mexicano a comédia romântica Volverte A Ver, onde Herrera deu vida ao protagonista Pablo. Em março do ano seguinte, a RBD lançou o último álbum da carreira, intitulado Para Olvidarte de Mí, encerrando definitivamente suas atividades.

### 2009–2013:Mujeres Asesinas,CamaleoneseEl Diez
Em 27 de julho de 2009, o canal mexicano Las Estrellas estreou a telenovela mexicana Camaleones, o ator interpretou o protagonista Sebastián Jaramillo ao lado da atriz e cantora espanhola-mexicana Belinda Peregrín. Em 6 de agosto de 2009, foi ao ar também pelo canal Las Estrellas, o episódio "Soledad, Cautiva" da segunda temporada da série mexicana Mujeres Asesinas, Herrera interpretou o vilão Esteban, contracenando com a atriz francesa-mexicana Angelique Boyer.

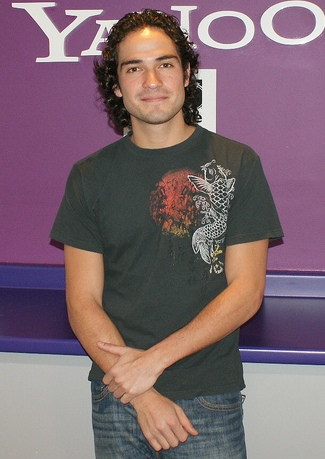
Alfonso durante a coletiva de imprensa do filme Volverte A Ver em 2009.

Em setembro de 2009, deu voz ao personagem principal no filme norte-americano Igor para a versão da América Latina. Em 13 de outubro de 2009, Herrera participou do episódio "El Billete" da terceira temporada da série Tiempo Final, transmitido pelo canal FX. Alfonso protagonizou o filme venezuelano Venezzia, que estreou nos cinemas em 25 de setembro de 2009, retratando o período da segunda guerra mundial em 1942. Por sua atuação, Poncho recebeu o prêmio de melhor ator no Festival Internacional de Cine de Canadá.
Em 19 de novembro de 2009, estreou a peça Rain Man, inspirada no filme homônimo de 1988. Alfonso interpretou o personagem Charles "Charlie" Babbitt. O filme mexicano Así Es La Suerte, no qual Poncho interpretou o personagem Guillermo, estreou em 19 de agosto de 2011 nos cinemas. Em 11 de maio de 2011, foi exibido pelo canal Canal 5 o primeiro capítulo da série mexicana El Equipo na qual interpretou o personagem Fermín. Alfonso protagonizou a série El Diez, retratando o mundo do futebol, tendo seu primeiro episódio exibido em 1 de setembro de 2011 pelo canal ESPN. Herrera participou da série mexicana El Encanto del Águila no episódio "Los Mártires de Puebla" onde interpretou o político revolucionário mexicano Aquiles Serdán, exibido em 16 de novembro de 2011 pelo canal Las Estrellas.
Em 26 de janeiro de 2012, Herrera passou a integrar o elenco da peça teatral Nadando con Tiburones. Em 30 de março de 2012, Herrera deu voz ao personagem Ted na versão da América Latina da animação norte-americana El Lorax: En Busca de la Trúfula Perdida. Alfonso emprestou novamente sua voz a uma animação, dessa vez no filme Los Croods dublando o personagem Guy, estreando nos cinemas em 24 de março de 2013. Herrera fez uma participação no filme Obediencia Perfecta interpretando o Sacramento Santos, lançado em abril de 2013. Em 1 de novembro de 2013, estreou o filme de terror intitulado Espectro, Alfonso atua com a atriz espanhola Paz Vega, no qual interpreta Mario. Em 15 de novembro de 2013, estreou o filme argentino Metegol, onde Herrera realiza a dublagem do personagem Amadeo. Ainda em 2013, o ator participou do curta-metragem Museo Memoria y Tolerancia dirigido por Daniel Gruener, filme que retrata como a pobreza começa a ser algo tão comum em nossa sociedade que se torna algo imperceptível.

### 2014–2019:Sense8,El Dandy,The ExorcisteQueen of the South
Em 13 de janeiro de 2014, foi jurado do programa SuperCerebros, transmitido por National Geographic. Alfonso integrou a terceira e última temporada da série colombiana El Capo como Juan Vicente Blanco, o "Niño Malo" em julho de 2014. Herrera foi o antagonista do filme mexicano La Dictadura Perfecta, que mostra de forma sátira, a política mexicana, estreando em 14 de outubro de 2014 e sendo o segundo filme de maior bilheteria naquele ano no México, atingindo uma marca de quatro milhões de espectadores. Alfonso interpretou o personagem-título do curta-metragem Gonzalo, dirigido por Sebastián Sariñana e lançado em 2014. A primeira temporada do programa La Ciencia de lo Absurdo estreou em 6 de setembro de 2014 no canal NatGeo, sendo apresentado por Herrera. O ator conduziu a série por sete temporadas. Em 5 de junho de 2015, estreou a primeira temporada da série norte-americana Sense8 da plataforma de streaming Netflix, onde Alfonso interpretou Hernando, namorado de Lito, interpretado pelo ator espanhol Miguel Ángel Silvestre, sendo bastante elogiado pela crítica especializada por sua performance na série.

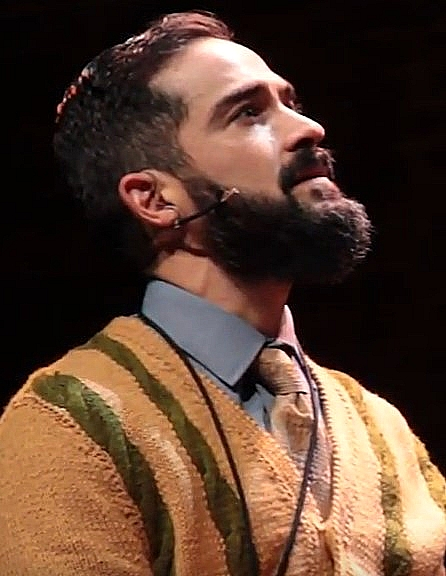
Alfonso durante a peça teatral La Sociedad de los Poetas Muertos (2018).

A animação norte-americana Los Minions estreou no México em 9 de julho de 2015, onde Herrera realizou a dublagem do personagem Gru para a versão da América Latina. Em 26 de outubro de 2015, estreou a série mexicana El Dandy em 70 episódios pelo canal por assinatura TNT Séries, o ator deu vida a José Montaño, um policial disfarçado que se passa a chamar Daniel "El Dandy" Bracho, no qual entra em um grupo de narcotraficantes.
Em fevereiro de 2016, Poncho participou do episódio "La Coronela, La revolución del Che, El Florero de Llorente" da versão mexicana da primeira temporada da série Drunk History como Ernesto "Che" Guevara. Herrera protagonizou o filme El Elegido, que estreou em 2 de setembro de 2016, onde interpretou Ramón Mercader, o assassino de Leon Trótski. O canal Fox estreou em 23 de setembro de 2016 a série americana The Exorcist, onde Alfonso deu vida ao protagonista padre Tomás Ortega. O episódio especial de Natal da série Sense8 foi lançado em 23 de dezembro de 2016 e a segunda temporada em 05 de maio de 2017. Poncho voltou a participar da terceira temporada da série mexicana Drunk History no episódio "La locura de Carlota, Hermanos Serdán, WWII" como Aquiles Serdán. Após o fim da segunda temporada da série norte-americana Sense8, um episódio especial de despedida foi lançado em 8 de junho de 2018 sob o título "Amor Vincit Omnia".
Em junho de 2017, Herrera ingressou na terceira temporada da série norte-americana Queen of the South do canal USA Network, interpretando o mercenário Javier Gallegos, onde atua ao lado da atriz brasileira Alice Braga, permanecendo até a quarta e última temporada. Ainda em 2017, Poncho regressou ao teatro mexicano na obra La Sociedad de los Poetas Muertos, uma adaptação do filme norte-americano Dead Poets Society (1989), onde interpretou o professor John Keating, personagem vivido por Robin Williams. La Sociedad de los Poetas Muertos ficou em cartaz no México até o final de 2018. Em julho de 2019, protagonizou a série mexicana Sitiados: México exibida pela Fox Premium, que se passa durante o século XVII. Ainda no mesmo mês, Herrera dublou a personagem Hyoga de Cisne na série de animê Knights of the Zodiac: Saint Seiya lançada pela Netflix.

### 2020–presente:El Baile de los 41eOzark

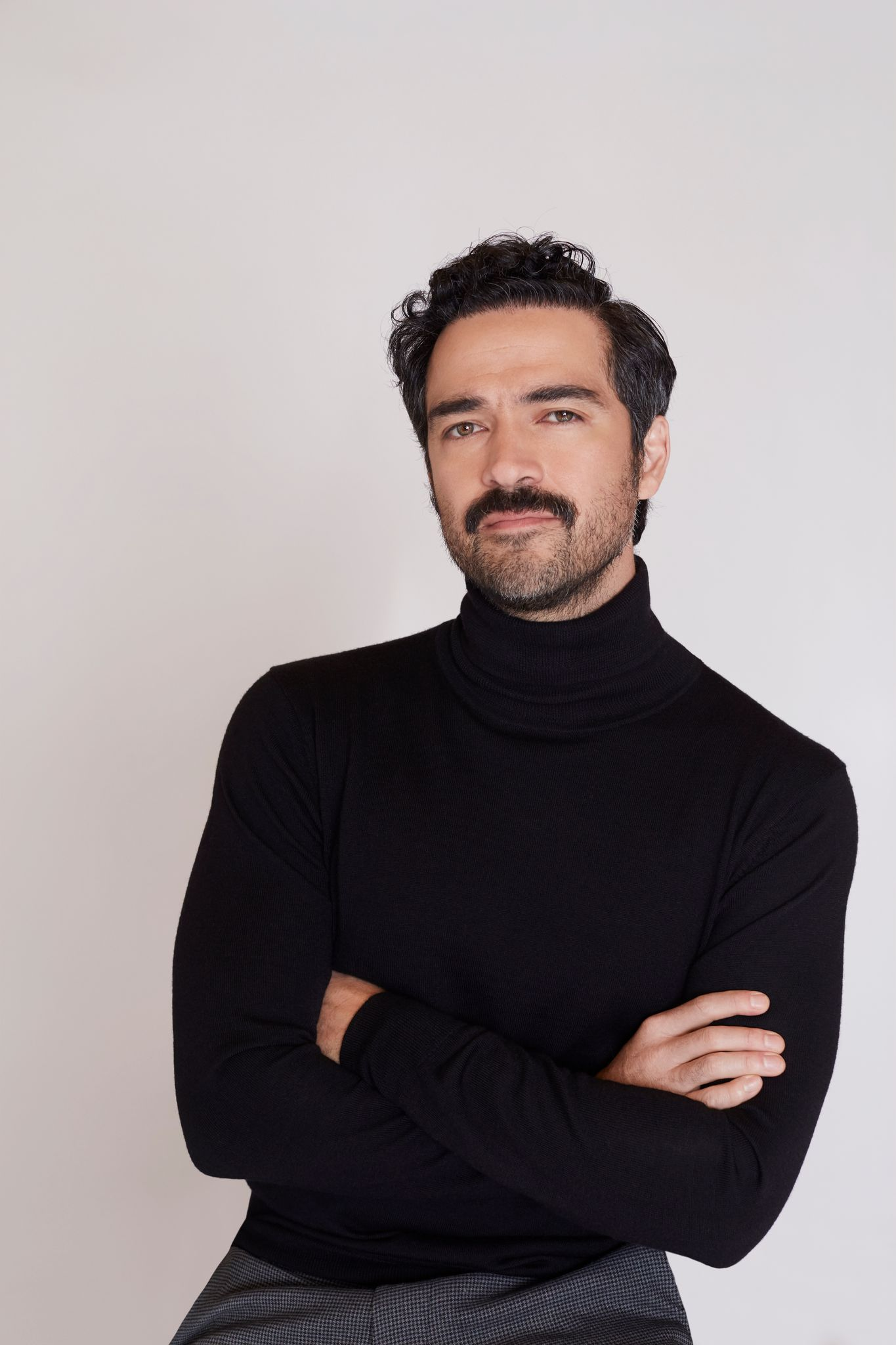
Herrera em 2020.

Em junho de 2020, foi convidado pela plataforma de streaming Prime Video para fazer uma participação especial na série mexicana Cómo Sobrevivir Soltero, interpretando a sí mesmo no episódio intitulado de "Romcom", contracenando com Sebastián Zurita e Maite Perroni. Em 19 de novembro de 2020, Herrera interpretou Ignacio de la Torre y Mier – genro de Porfirio Díaz, o então presidente do México –, no filme mexicano El Baile de los 41. O drama conta a história de 42 homens que participavam de um baile clandestino onde metade vestia trajes femininos, sendo interrompido pela chegada da policia, onde apenas um não foi preso, seu personagem. Por esse personagem, Alfonso recebeu o Prémio Ariel de Melhor Interpretação Masculina, considerado o Oscar do cinema mexicano.
Em 25 de novembro de 2020, estreou a sequência da animação estadunidense Los Croods 2: Una Nueva Era, onde Herrera interpretou novamente a voz do personagem Guy para a versão da América Latina. Em 27 de novembro, o ator estreou a peça teatral El Paraíso de la Invención sendo transmitida apenas via plataforma de streaming.
Em 21 de janeiro de 2022, estreou a primeira parte da quarta e última temporada da série norte-americana Ozark, lançada pela plataforma de streaming Netflix, onde Herrera interpreta Javier "Javi" Elizonndro. A segunda e última parte da quarta temporada estreou em 29 de abril de 2022. Em parceria com a Warner Bros. e DC Comics, Herrera deu voz ao personagem Batman na versão mexicana do podcast Batman Desenterrado. A série foi lançada originalmente em 3 de maio de 2022 pelo Spotify. Em julho de 2022, estreou a animação norte-americana DC Liga de Súper-Mascotas, em que Alfonso deu voz ao personagem principal Krypto, o Supercão na versão para a América Latina.
A comédia romântica Me Casé Con Un Idiota na qual Herrera é o protagonista ao lado da atriz Paulina Gaitán, foi lançada através do serviço de streaming ViX+ em 24 de agosto de 2022. Em 23 de março de 2023, foi lançado o filme ¡Que viva México! pela Netflix, onde Alfonso protagoniza o longa-metragem ao lado de Ana de la Reguera, Damián Alcázar e Ana Martín. Em 22 de dezembro de 2023, a Netflix lançou o filme norte-americano de ficção científica Rebel Moon – Part One: A Child of Fire, onde Herrera interpreta Cassius. Ainda no mesmo mês, Herrera lança a animação de fantasia japonesa El Niño y La Garza, dando voz a Garza.

## Vida pessoal
Em 2002, o primeiro relacionamento veio ao público e foi com a também atriz e cantora mexicana Dulce María, quem conheceu durante as gravações da novela Clase 406 entre idas e vindas durou até maio de 2005. Em junho de 2007, Alfonso assumiu o namoro com a também atriz Claudia Álvarez, porém este terminou no mesmo ano. Em 2009, conheceu a atriz Damayanti Quintanar, durante as gravações da série Tiempo Final; e eles começaram o relacionamento no mesmo ano, terminando em 2010. De 2012 à 2015, namorou a jogadora de vôlei Perla Gálvez.
Alfonso conheceu a jornalista mexicana Diana Vázquez durante uma colaboração para uma plataforma digital para os Jogos Olímpicos de Londres 2012, porém, só foram se reencontrar em 2015. Se casaram em 2016 e tiveram dois filhos: Daniel, que nasceu em 22 de setembro de 2016 e Nicolás, que nasceu em 16 de novembro de 2020. A segunda gravidez de Diana durante a quarentena da pandemia de COVID-19 foi mantida em segredo da mídia e dos fãs. Em suas redes sociais oficiais, Alfonso optou por não expor os rostos dos seus dois filhos, como uma forma de proteção extra do assédio da mídia. Em 6 de dezembro de 2021, Herrera anunciou o fim de seu casamento com Diana.
Segundo os jornalistas seu casamento terminou após uma traição de Herrera nos bastidores de um filme, onde ele começou seu envolvimento com Ana de la Reguera. Mas só assumiu o relacionamento em setembro de 2022,sendo que seu fim chegou em julho de 2023. O relacionamento começou durante as filmagens do longa-metragem mexicano ¡Que viva México! (2023).

## Funções humanitárias

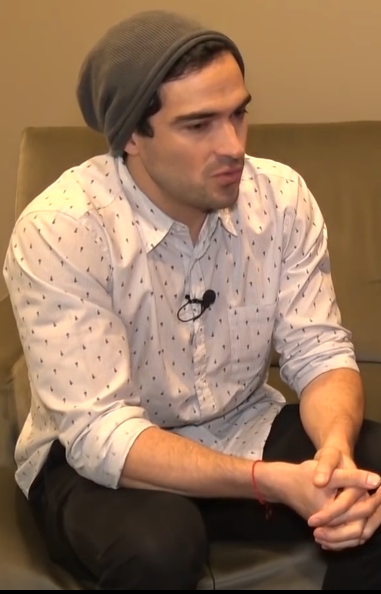
Herrera em 2016.

Alfonso Herrera trabalhou em várias campanhas de sensibilização e trabalho humanitário, em julho de 2012, tornou-se embaixador da Fundação Non Violence, criada por Yoko Ono, para o fim da violência e ajudar a levar uma mensagem de paz. Em outubro 2012, tornou-se porta-voz da campanha Toxic Tours, criado pelo Greenpeace, o principal motivo foi denunciar a poluição em poços de água no México.
Herrera se tornou a imagem do Running Day, realizada com início em 10 de fevereiro de 2013, foi a primeira clínica desenvolvida no México para compartilhar com técnicas de corretores, dicas, métodos de treinamento e alimentos, para ajudar os atletas em desenvolvimento. Em março de 2013, o ator tornou-se porta-voz da campanha "Va por mi cuenta", o objetivo principal é garantir que as crianças vulneráveis no México tenham acesso a uma nutrição completa e equilibrada.
Em 22 de fevereiro de 2018, Herrera foi nomeado embaixador da ONU Mujeres no México, em apoio a campanha "HeForShe", que repudia a discriminação que as mulheres sofrem. Em 23 de setembro de 2020, foi nomeado embaixador da boa vontade da Alto Comisionado de las Naciones Unidas para los Refugiados (UNHCR). O ator também é defensor dos direitos LGBTQIA+.

## Filmografia
| † | Denota o projeto que ainda não foi lançado |

### Cinema
| Título                                          | Ano  | Personagem                       | Notas                     |
| ----------------------------------------------- | ---- | -------------------------------- | ------------------------- |
| Amar te Duele                                   | 2002 | Francisco                        |                           |
| Volverte a Ver                                  | 2008 | Pablo Murillo                    |                           |
| Igor                                            | 2008 | Igor                             | Dublagem                  |
| Venezzia                                        | 2009 | Frank Moore                      |                           |
| Asi Es La Suerte                                | 2011 | Guillermo Silva                  |                           |
| El Lorax: En Busca de la Trúfula Perdida        | 2012 | Theodore "Ted" Wiggins           | Dublagem                  |
| Espectro                                        | 2013 | Mario                            |                           |
| Museo Memoria y Tolerancia                      | 2013 | Homem                            | Curta-metragem            |
| Los Croods: Una Aventura Prehistórica           | 2013 | Guy                              | Dublagem                  |
| Metegol                                         | 2013 | Amadeo                           | Dublagem                  |
| Obediencia Perfecta                             | 2014 | Julián "Sacramento" Santos       |                           |
| Gonzalo                                         | 2014 | Gonzalo                          | Curta-metragem            |
| La Dictadura Perfecta                           | 2014 | Carlos Rojo                      |                           |
| Los Minions                                     | 2015 | Walter Nelson                    | Dublagem                  |
| El Elegido                                      | 2016 | Ramón Mercader                   |                           |
| El Baile de los 41                              | 2020 | Ignacio de la Torre y Mier       | Também produtor executivo |
| Los Croods 2: Una Nueva Era                     | 2020 | Guy                              | Dublagem                  |
| DC Liga de Súper-Mascotas                       | 2022 | Krypto, o Supercão               | Dublagem                  |
| Me Casé Con Un Idiota                           | 2022 | Iñaki Palacios                   |                           |
| ¡Que viva México!                               | 2023 | Pancho Francisco Reyes "El Fifí" |                           |
| Rebel Moon - Parte 1: A Menina do Fogo          | 2023 | Cassius                          |                           |
| El Niño y La Garza                              | 2023 | Garza                            | Dublagem                  |
| ¡Patos!                                         | 2023 | Mack Mallard                     | Dublagem                  |
| Rebel Moon - Parte 2: A Marcadora de Cicatrizes | 2024 | Cassius                          |                           |
| Príncipes Salvajes                              | 2024 | Rodrigo Majarrez                 |                           |
| Tesis Sobre una Domesticación                   | 2024 | TDA                              | Pós-produção              |
| Delincuentes                                    | TDA  | TDA                              | Pós-produção              |

### Televisão
| Título                             | Ano            | Personagem                                              | Notas                                                                  |
| ---------------------------------- | -------------- | ------------------------------------------------------- | ---------------------------------------------------------------------- |
| Clase 406                          | 2002–03        | Juan David Rodríguez Pineda                             | Protagonista                                                           |
| Mujer, Casos de la Vida Real       | 2004           | Miguel                                                  | Episódio: "Tres Lágrimas"                                              |
| Rebelde                            | 2004–06        | Miguel Arango Cervera                                   | Protagonista                                                           |
| RBD: La Família                    | 2007           | Poncho                                                  | Protagonista                                                           |
| Lola, Érase Una Vez                | 2007           | Ele mesmo                                               | 1 episódio                                                             |
| Terminales                         | 2008           | Leonardo Carral                                         | Protagonista                                                           |
| Mujeres Asesinas                   | 2009           | Esteban                                                 | Episódio: "Soledad, Cautiva"                                           |
| Tiempo Final                       | 2009           | Arturo                                                  | Episódio: "El Billete"                                                 |
| Camaleones                         | 2009–10        | Sebastián Jaramillo                                     | Protagonista                                                           |
| El Equipo                          | 2011           | Fermín Pérez                                            | Protagonista                                                           |
| El Diez                            | 2011           | Salvador "Chava" Espinoza                               | Protagonista                                                           |
| El Encanto del Águila              | 2011           | Aquiles Serdán                                          | Episódio: "Los Mártires de Puebla"                                     |
| El Capo                            | 2014           | Juan Vicente "Niño Malo" Blanco                         | Protagonista (Temporada 3)                                             |
| La Ciencia de lo Absurdo           | 2014–21        | Ele mesmo / Apresentador                                | Temporada 1–8                                                          |
| Sense8                             | 2015–18        | Hernando de la Fuente                                   | Recorrente                                                             |
| El Dandy                           | 2015–16        | José "Pepe" Montaño / Daniel "El Dandy" Bracho          | Protagonista                                                           |
| The Exorcist                       | 2016–17        | Padre Tomás Ortega                                      | Protagonista                                                           |
| Drunk History                      | 2016           | Ernesto "Che" Guevara                                   | Episódio: "La Coronela, La revolución del Che, El Florero de Llorente" |
| 2017                               | Aquiles Serdán | Episódio: "La locura de Carlota, Hermanos Serdán, WWII" |                                                                        |
| Queen of the South                 | 2018–19        | Javier Gallegos                                         | Protagonista (Temporada 3–4)                                           |
| Sitiados: México                   | 2019           | Léon / Lorenzo                                          | Protagonista                                                           |
| Knights of the Zodiac: Saint Seiya | 2019–20        | Hyoga de Cisne                                          | Dublagem                                                               |
| Cómo Sobrevivir Soltero            | 2020           | Ele mesmo                                               | Episódio 7: "Romcom"                                                   |
| Ozark                              | 2022           | Javier "Javi" Elizonndro                                | Protagonista (Temporada 4)                                             |
| La Casa de los Espíritus           | 2024           | Esteban Trueba                                          |                                                                        |
| Las Muertas                        | 2025           | Simón Corona                                            |                                                                        |

### Podcasts
| Título              | Ano  | Personagem          | Notas       | Ref.    |
| ------------------- | ---- | ------------------- | ----------- | ------- |
| Batman Desenterrado | 2022 | Batman / Bruno Díaz | Temporada 1 | [ 179 ] |
| Titania             | 2024 | Carlos              | Temporada 2 | [ 180 ] |

## Teatro
| Ano                               | Título  | Personagem      |
| --------------------------------- | ------- | --------------- |
| The Pillowman                     | 2008    | Michal          |
| Rain Man                          | 2010    | Charlie Babbitt |
| Nadando con Tiburones             | 2012    | Gus             |
| La Sociedad De Los Poetas Muertos | 2017–18 | John Keating    |
| El Paraíso de la Invención        | 2020–21 | Pai             |